# Slapovi Čondžejon
Slapovi Čondžejon (korejsko: 천제연폭포) so tristopenjski slap na otoku Čedžu v Južni Koreji. Slapovi so priljubljena turistična atrakcija in eden od treh znanih slapov otoka, poleg slapov Čondžijon in Džongbang.

## Opis
Čondžejon pomeni Ribnik nebeškega cesarja.
Po korejski legendi se je ponoči z neba spustilo sedem nimf in se okopalo v ribniku slapa. Že od antičnih časov velja prepričanje, da lahko stanje pod slapom 15. dan sedmega lunarnega meseca ozdravi bolezni do osmega lunarnega meseca, čeprav je plavanje zdaj prepovedano.
Hladna voda teče iz stropa jame in ustvarja slap. Med prepadom slapa in spodnjo plastjo gline izvira voda. V prvem slapu je pečina visoka 22 m in voda pada v ribnik Čondžejon, ki je globok 21 m. Od tam voda teče do drugega slapa, pada 30 m in se nadaljuje do tretjega slapa. Sčasoma voda doseže ocean.
Nad slapovi je most Sonimgjo, ki simbolizira legendo o Čondžejonu. Topel zmeren gozd okoli slapa Čondžejon je bil leta 1993 zaradi redkih rastlin, ki jih vsebuje, in njegove vrednosti za znanstvene raziskave razglašen za naravni spomenik št. 378. Redke rastline, kot je goli protovec(Psilotum nudum), lahko najdemo okoli slapov v razpokah skal.
Maja v sodih letih se na tej lokaciji odvija festival Čilsonjo (sedem nimf).
- Prva stopnja, ki se izliva v ribnik Čondžejon, je aktivna le po močnem deževju
- Prvi dve stopnji slapa (2004)
- Tretja stopnja